# Georges Amiroutzès
Georges Amiroutzès (en grec moderne : Γεώργιος Ἀμιρούτζης) est un homme d'État, écrivain et philosophe grec du XVe siècle, né à Trébizonde au début de ce siècle, mort vers 1470.

## Biographie
Issu d'une famille noble de Trébizonde, il était cousin par sa mère de Mahmoud Pacha, qui fut grand vizir du sultan Mehmet II. Il apparaît pour la première fois dans la documentation comme l'un des savants et dignitaires laïcs qui accompagnent la délégation byzantine au concile de Ferrare-Florence (1438-39), comme Gémiste Pléthon et Georges Scholarios : il est venu avec le métropolite Dorothée de Trébizonde, et se montre un ferme partisan de l'union des Églises latine et grecque. Sylvestre Syropoulos le présente comme un personnage très désagréable : à la onzième session à Ferrare (18 novembre 1438), il se retire avec le megas prôtosyncellos Grégoire et un troisième homme identifié généralement comme Georges Scholarios du côté de la salle occupé par les Latins, et le groupe se paie ouvertement la tête de Marc d'Éphèse, champion des anti-unionistes ; à Florence, en mai 1439, au cours d'une réunion à part de la délégation byzantine, il s'en prend brutalement, avec Grégoire, Bessarion et Isidore de Kiev, au même Marc d'Éphèse, et comme Gémiste Pléthon tente de prendre sa défense, il le rabroue aussi très violemment, au point que tout le monde se demande comment il se fait que l'empereur Jean VIII ne le rappelle pas à l'ordre.
Il exerce ensuite d'importantes fonctions dans l'empire de Trébizonde : en 1447-49, il est à Gênes comme ambassadeur de l'empereur Jean IV Comnène, et ensuite porte les titres de megas logothetês et de prôtovestiarios à la cour de David II. Au moment où les troupes du sultan Mehmet II assiègent Trébizonde (1461), c'est lui qui mène les pourparlers avec le grand vizir Mahmoud Pacha, son cousin germain, et c'est probablement lui qui conseille la capitulation (15 août 1461). L'événement ne se passe cependant pas très bien pour lui, car dans une lettre à Basile Bessarion (11 décembre 1461), après avoir relaté la conquête par les Turcs de leur patrie commune, il demande de l'argent pour pouvoir obtenir la libération de son fils Basile.
Ensuite, grâce à l'entremise de son cousin le grand vizir, il entre en contact avec le sultan lui-même et vit à sa cour à Constantinople. L'humaniste Georges de Trébizonde l'y rencontre au cours de son séjour en 1465-66. Son succès auprès de Mehmet II le fait accuser d'apostasie par des chrétiens ; en fait, le Dialogue avec le sultan sur la foi chrétienne semble indiquer qu'il s'entretenait avec le souverain en tant que chrétien ; ses deux fils (Basile et Alexandre) ont bien fini par se convertir à l'islam (en devenant respectivement Mehmet Bey et Skender Bey), mais on ne sait pas à quelle date. Vers 1468-70, il entretient une correspondance (trois lettres de sa part) avec Théodore Agallianos (alors métropolite Théophane de Médeia) au sujet du dialogue Sur la Providence de ce dernier.

## Œuvre
Fort mal considéré de ses compatriotes grecs, à la fois pour son militantisme en faveur de l'union des Églises et pour sa supposée apostasie à la cour de Mehmet II, il était en revanche unanimement considéré comme un des hommes les plus érudits de son temps (et surnommé pour cette raison « le Philosophe »). Cependant, un petit nombre seulement de ses textes subsistent, qui ne peuvent expliquer cette grande réputation, sans qu'on sache si des œuvres plus importantes ont été perdues. 
Deux œuvres conservées d'Amiroutzès sont liées à ses relations avec le sultan : un traité sur la Géographie de Ptolémée, et un dialogue entre le philosophe et le sultan sur la foi chrétienne. Michel Critoboulos rapporte que c'est pendant l'été 1465 que le souverain ottoman commanda à Amiroutzès une carte du monde fondée sur l'ouvrage de Ptolémée ; les noms sur la carte furent écrits en grec et en arabe (en cette dernière langue par Basile Amiroutzès, qui l'avait déjà apprise) ; le résultat séduisit tellement le sultan qu'il commanda une traduction entière de l'ouvrage de Ptolémée en arabe. Le commentaire sur cet ouvrage dut accompagner la réalisation de la carte. Quant au « dialogue religieux » avec Mehmet II, sa version écrite, sans doute l'un des derniers textes d'Amiroutzès, se présente comme une œuvre polémique et apologétique destinée à un public chrétien. Les deux textes ne sont conservés que dans des traductions latines du début du XVIe siècle : le premier (De his quæ Geographiæ debent adesse) dans un volume en latin consacré aux œuvres géographiques de Ptolémée, réalisé à Nuremberg en 1514 par Johannes Werner ; le second (Dialogus de fide in Christum habitus cum rege Turcarum, ou Philosophus vel de fide) dans une traduction anonyme réalisée à Rome en 1518 et qui se trouve dans le manuscrit Paris. lat. 3395.
Quinze textes philosophiques fragmentaires ou à l'état d'ébauche ont été publiés en un volume chez Peeters en 2011 ; ils révèlent un philosophe aristotélicien influencé par le thomisme, très hostile au platonisme. Sinon, on conserve six lettres authentiques : l'une à un certain Michel Koressios de Thessalonique, postérieure à la chute de Constantinople en 1453, et consacrée à un débat théologique avec un Latin ; la lettre à Bessarion du 11 décembre 1461 sur la chute de Trébizonde ; trois lettres à Théodore Agallianos et une à Michel Critoboulos (1468-70) consacrées au dialogue Sur la Providence d'Agallianos (et conservées dans la correspondance de ce dernier). Il faut ajouter la profession de foi rédigée à Florence, six poèmes conservés dans un manuscrit du mont Athos (Dionysiou 263), et un autre dans un manuscrit d'Istanbul (Topkapı Sarayı G.I.39).

## Éditions
- Astérios Argyriou et Georges Lagarrigue (éds.), « Georges Amiroutzès et son Dialogue sur la foi au Christ tenu avec le sultan des Turcs », texte latin et traduction française, Byzantinische Forschungen XI, 1987.
- Bart Janssens et Peter van Deun (éds.), « George Amroutzes and his Poetical Oeuvre », Philomathestatos : Studies in Greek and Byzantine Texts Presented to Jacques Noret for his Sixty-Fifth Birthday, Louvain, 2004, p. 297-324.
- John Monfasani (éd.), George Amiroutzes : The Philosopher and His Tractates, Recherches de Théologie et Philosophie Médiévales-Bibliotheca 12, Peeters, 2011.